# Rotspython
De rotspython, hiërogliefenpython of hiërogliefenslang (Python sebae) is een slang uit de familie pythons (Pythonidae).

## Naam en indeling
De wetenschappelijke naam van de soort werd voor het eerst voorgesteld door Johann Friedrich Gmelin in 1789. Oorspronkelijk werd de wetenschappelijke naam Coluber Sebae gebruikt. Later werd de soort tot het niet meer erkende geslacht Helionomus gerekend.

## Uiterlijke kenmerken
De python heeft een lichtbruine tot -grijze kleur met donkerbruine vlekken tot banden over het hele lichaam. Afwijkende patronen, zoals uniform gekleurde exemplaren, komen echter ook voor. De vrouwtjes kunnen een lengte bereiken van meer dan zes meter en een gewicht van boven de negentig kilo. Hiermee is het de langste slang van Afrika en een van de langste slangen ter wereld. De mannetjes blijven overigens aanmerkelijk kleiner en worden ongeveer drie tot vier meter lang.

## Verspreiding en habitat
De rotspython komt voor in een groot deel van Afrika, maar niet in het uiterste zuiden en ten noorden van de Saharawoestijn. De slang is aangetroffen in de landen Senegal, Gambia, Mauritanië, Guinee-Bissau, Guinee, Sierra Leone, Liberia, Ivoorkust, Ghana, Togo, Benin, Burkina Faso, Nigeria, Kameroen, Centraal-Afrikaanse Republiek, Mali, Niger, Tsjaad, Soedan, Ethiopië, Eritrea, Oeganda, Kenia, Congo-Kinshasa, Congo-Brazzaville, Gabon, Rwanda, Burundi, Tanzania, Angola en Somalië.
De habitat bestaat uit bossen of vochtige open delen van tropische gebieden, zoals savannen.

## Levenswijze
Het voedsel bestaat voornamelijk uit zoogdieren zoals ratten. Vanwege de behoorlijke lengte worden ook wat grotere prooidieren gegrepen, zo kan een volwassen antilope verschalkt worden. De slang kan wekenlang teren op een dergelijke prooi.
Bij aanhoudende droogte zoekt de rotspython holen van andere dieren op voor de estivatie, een soort zomerslaap. Deze rusttoestand wordt pas beëindigd als de omstandigheden beter worden.

## Voortplanting en ontwikkeling
Mannetjes zijn na ongeveer twee jaar volwassen, bij de veel grotere vrouwtjes duurt dit ongeveer vier jaar. De ongeveer vijftig (maximaal honderd) eitjes worden afgezet in de lente en worden bewaakt door het vrouwtje. Pythons zetten eitjes af in tegenstelling tot de eierlevendbarende boa's, waar ze sterk aan verwant zijn. De juvenielen zijn als ze uit het ei kruipen echter al goed ontwikkeld en zijn dan ongeveer een halve meter lang.

## Bedreigingen
De rotspython wordt verzameld voor de handel in exotische dieren, maar is vanwege de uiteindelijke grootte alleen geschikt voor ervaren slangenhouders. Hij staat bekend als agressief en bijterig, heeft veel ruimte nodig en is bovendien erg sterk. De belangrijkste bedreiging is de jacht door de mens, die het vlees als voedsel gebruikt en de huid tot slangenleer verwerkt.